# Chill Factor
 Chill Factor és una pel·lícula d'acció estatunidenca estrenada el 1999 i dirigida per Hugh Johnson.

## Argument
Arlo ha robat un camió frigorífic i pensa revendre'l al primer vingut. Coneix Tim Mason que és cambrer i que té una arma química que explota a 50 Graus fahrenheit (aproximadament 10 graus Celsius).

## Repartiment
- Cuba Gooding Jr.: Arlo
- Skeet Ulrich: Tim Mason
- Peter Firth: Coronel Andrew Brynner
- David Paymer: Dr. Richard Long
- Hudson Leick: Vaughn
- Daniel Hugh Kelly: Coronel Leo Vitelli
- Kevin J. O'Connor: Telstar
- Judson Mills: Dennis
- Jordan Mott: Carl